# The Blues Quintet
Grupa Blues Quintet je osnovana u jesen 1979. godine u Beogradu i predstavljala je prvi pravi Jugoslovenski izdanak Bluesa. 
Prvu postavu su činili Vlada, Poki,  Mare (gitaristi), Rale (basista) i Mige (bubnjar). Prva živa bluz svirka na ovim prostorima u režiji Blues kvinteta dogodila se početkom aprila 1981. godine u klubu „505“, na Mašinskom fakultetu. Za nastup Blues Quinteta tražila se „karta više“. Svirka je bila toloko dobra da je publika bila u dilemi da li je u Beogradu ili Čikagu.
Sitnišem koji su zaradili te večeri uspeli su da pokriju troškove prevoza i štampanja plakata. Bluz kvintet je ubrzo nastupio u obližnjem Dadovu, gde je gitaristi Draganu Markoviću prišla devojka iz publike izrazivši želju da nauči da peva bluz. Bila je to Zora Vitas. Debitovala je na zatvaranju prve sezone bluza na Mašincu, ispraćena ovacijama.
1981. godina ostaće i upamćen po njihovom nastup u skadarskoj pivari i u DOK-u, uz oduševljeno skandiranje publike njihovoj tadašnjoj pevačici Zori Vitas. Pažnju medija skrenuli su na sebe sjajnim nastupom i trijumfom na II Beogradskom rock festivalu (BROF – 1982.) Ubrzo nakon BROF-a ostaju bez Zore Vitas (pevačica)  i Dragana Markovića koji kreću da grade zasebne karijere.
Da kvalitet koji poseduju prevazilazi okvire Jugoslavije uverio se i legendarni Piter Grin koji je izašao iz svoje garderobe (30-og Maja davne 1983 u hali „Pionir“  su mu bili predgrupa) i presedeo celu njihovu svirku iza bine, pažljivo ih slušajući. O njihovom kvalitetnom zvuku govori i činjenica da je i Luisiana Red bio oduševljen njihovim sviranjem.
[[]]
Kroz ovaj sastav prošlo je oko dvadesetak vrhunskih muzičara među kojima su Aleksandar Salai (usna harmonika), Andreja Paunović (klavir) Miša Panić (klavir), Zoran Šibalić (bubnjevi) i drugi. Povučeni u sebe, i posle trideset godina ostali su na nivou kulta. Zaljubljeni u blues, iskreno verujući u ono što rade, nisu, tokom godina podlegli kompromisima tako da i dalje ostaju dosledni sebi uz pravi čikaški blues.
Od 4. do 7. Jula 1991. Godine održan je Summertime Jazz and Blues World Music Festival gde su učestvovali Bi Bi King, Badi Gaj, Džon Hemond, Anđela Braun, Džin Kerol, Luizijana Red, Sten Veb i drugi....suprostavljena je jaka domaća garnitura: Blues Quintet, Strip Blues Band i Zona B.
Sa novom postavom Blues Quintet gostovao je na splavovima u Pančevu i u Beogradu u klubu „Kuglaš“. 2005. godine u Julu mesecu u studiju „Koka“ u Pančevu Blues Quintet je uradio album „Tajna“ sa izuzetnim muzičarima, predvođeni klavijaturistom Slađanom Đurićem, gitaristom Draganom Đorđevićem, bubnjarom Aleksandrom Dukićem.
Na albumu kao gosti se pojavljuju pevač Neša Selimović, gitara Vuk Bradić, flauta Milisav Šarić i tenor saksofon Miloš Milojević koji studira u Gracu kod Stjepka Guta.
Trenutnu postavu čine:
- Vladimir Malešević – gitara
- Ratko Lolić – bas gitara
- Dragan Đorđević – gitara
- Aleksandar Đukić – bubnjevi
- Slađan Đurić – klavijature

## Diskografija
Studijski album – Tajna, 2005.
1. Uspomena Na Joe Passa
2. The Thrill Is Gone
3. Sećanje
4. Why I Sing The Blues
5. Tajna
6. Stormy Monday
7. Prikradanje
8. Rock Me Baby
9. Blues Boy
10. Caledonia
11. Nataly